# Carpenters draakvis
De Carpenters draakvis (Chimaera lignaria) is een vis de behoort tot de familie draakvissen (Chimaeriformes).
De soort komt voor in het zuidwesten van de Grote Oceaan. Met name de open wateren van Nieuw-Zeeland en Tasmanië. De soort kan een maximale lengte bereiken van 142 cm en komt voor op diepten van  400 - 1800 m meestal 800 - 1800 m.